# St. Paulus (Saarbrücken)

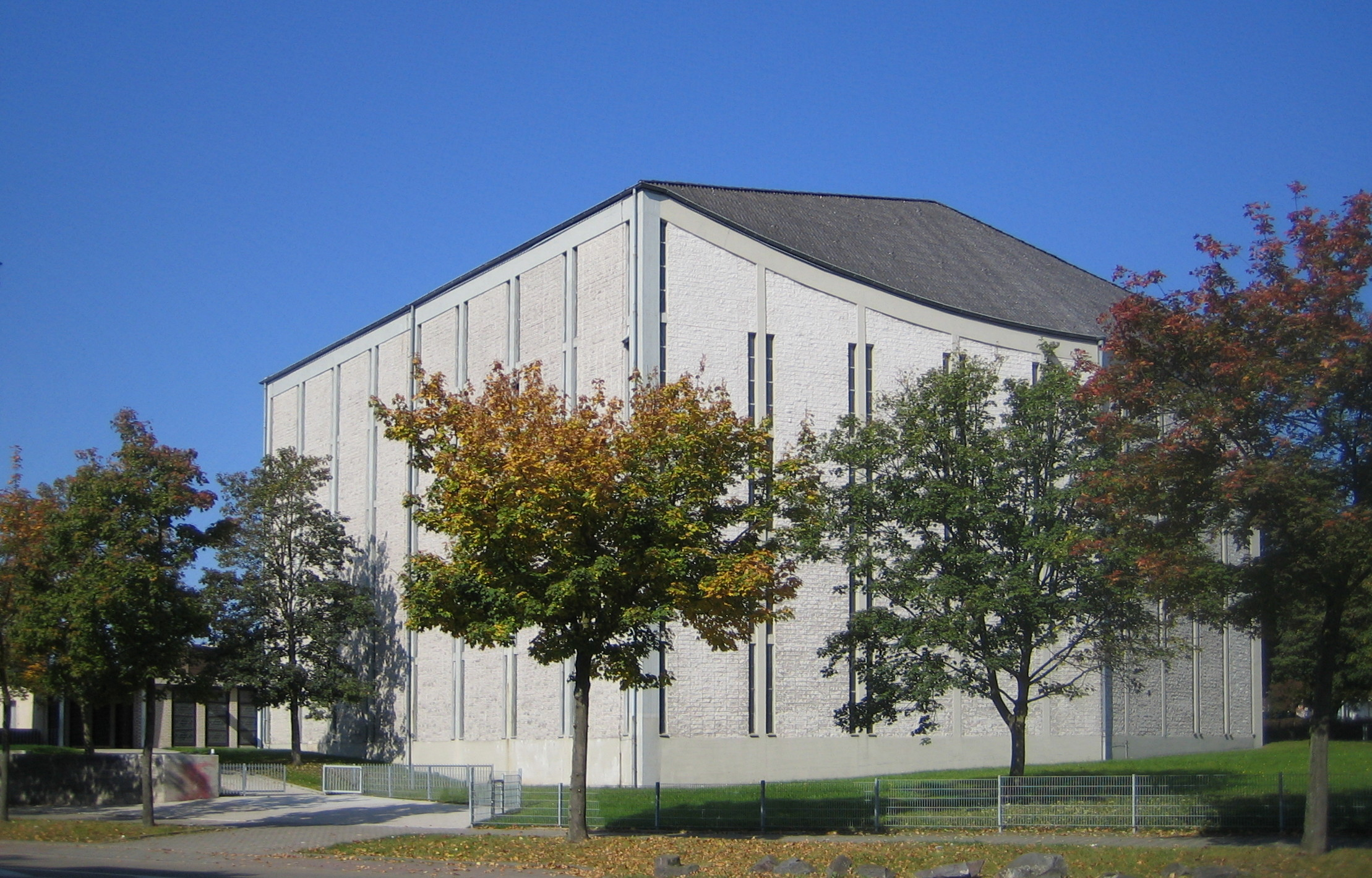
Malstatt-Rastpfuhl, Kath. Kirche St. Paulus

Die katholische Kirche St. Paulus ist ein Kirchengebäude der Pfarreiengemeinschaft Saarbrücken-Malstatt  im Dekanat Saarbrücken des Bistums Trier und steht an der Ecke Lebacher Straße/Rheinstraße im Saarbrücker Stadtteil Malstatt auf dem Rastpfuhl. Sie trägt das Patrozinium des heiligen Paulus von Tarsus.

## Geschichte
Notkirche St. Paulus
Da durch den Zweiten Weltkrieg die Josefsbrücke, die das obere mit dem unteren Malstatt verband, zerstört war, errichtete man für die Pfarrangehörigen der katholischen Hauptkirche von Malstatt St. Josef im nördlichen Malstatt oberhalb der Eisenbahnlinie eine Holzbarackenkirche auf dem Pariser Platz gegenüber der heutigen St.-Paulus-Kirche. Im Jahr 1959 wurde auf Initiative von Pfarrer Johannes Pütz (Pfarrei St. Josef, * 29. August 1912; † 13. Oktober 1961, Kaplan in St. Josef 1939–1942, Pastor 1947–1961) die neue Pfarrei St. Paulus aus Gemeindeteilen von St. Josef, der Franziskanerklosterkirche St. Antonius von Padua auf dem Rastpfuhl und der Herz-Jesu-Kirche in Burbach gebildet. Die Idee der Pfarreibildung ging noch auf den früheren Pfarrer von St. Josef, Franz-Josef Bungarten (* 4. Februar 1876; † 7. September 1965, Pastor 1919–1936), zurück. Die Kirche sollte auch als Seelsorgestelle für die italienischen Gastarbeiter und deren Familien dienen.
Moderner Kirchenbau von Fritz Thoma
Der moderne Kirchbau entstand in den Jahren von 1959 bis 1961 nach den Plänen des Trierer Architekten Fritz Thoma (1901–1977). Der Architekt hatte in Saarbrücken bereits den Wiederaufbau der kriegsbeschädigten Josefskirche geleitet und in den Jahren 1953–1954 die katholische Kirche St. Elisabeth erbaut. Er war seit 1945 Mitglied der Bischöflichen Baukommission des Bistums Trier und Professor an der dortigen Werkkunstschule. Ebenfalls in diesen Jahren hatte Thoma die Westfassade des kriegsbeschädigten St. Paulus-Domes von Münster mit einer umstrittenen Lochrosette versehen, der sogenannten „Wählscheibe Gottes“, und damit im Sakralbau Nachkriegsdeutschlands für Aufsehen gesorgt.
Die sich bewusst an den Formschemata der Industriearchitektur orientierende große Saalkirche sollte an die Arbeitswelt der Menschen des Wohngebietes erinnern. Der ungewöhnlich weiträumige Kirchenbau war einer der ersten mit durchhängendem Spannbetondach in Europa.
Umgestaltungen
Da sich im Laufe der Zeit am Baukörper große Schwierigkeiten ergaben, veränderte man in den Jahren 1978 bis 1982 unter Pastor Beils nach Plänen des aus Dinslaken gebürtigen Architekten Peter van Stipelen das Aussehen der Kirche im Innern vollkommen. Der ursprünglich helle Innenraum wurde rottonig verklinkert, um einen einladenderen Eindruck zu erzielen. Das durchhängende Flachdach wurde durch ein Zeltdach ersetzt. Im Jahr 2009 wurde durch das Saarbrücker Architekturbüro Kraemer & Partner die Werktagskapelle neu gestaltet.
Abriss des Turmes
Wegen weiterer baulicher Mängel musste im Jahr 2006 der Campanile-Glockenturm abgerissen werden. Die architektonische Besonderheit des Glockenturmes bestand darin, dass der auf rechteckigem Grundriss erbaute Turm an zwei Seiten offen war. Die Glocken von St. Paulus wurden verkauft und läuten heute in Remagen. Anstelle des Glockenturms machen nun vier Kirchenfahnen auf das Gotteshaus aufmerksam.
Pfarreigliederungen
Im Jahr 1999 wurden, nach dem Wegzug der Franziskaner auf dem Rastpfuhl, die beiden Pfarreiengemeinschaften St. Antonius/St. Paulus und St. Albert/St. Marien gebildet. Im Jahr 2004 kam die Pfarrei St. Josef zur Pfarreiengemeinschaft St. Antonius/St. Paulus hinzu; quasi die Mutterpfarrei zu ihren Abpfarrungen. Im Jahr 2006 wurden diese drei Pfarreien zu einer einzigen Pfarrei unter dem Namen St. Josef vereinigt.
Künstlerische Ausgestaltung
Der aus dem elsässischen Masmünster stammende Maler Boris Kleint gestaltete im Jahr 1961 die Fensterfront an der Westseite der Pauluskirche. Die 500 m² große Fensterfront im Grundton blau thematisiert in stilisierender Form das Damaskuserlebnis des Apostels Paulus. Hohe schmale Fenster an den übrigen Wänden nehmen Bezug auf das Hohelied der Liebe (1. Korinther 13) im 1. Korintherbrief. Sie wurden vom Trierer Glasmaler Reinhard Heß gestaltet, der auch zahlreiche Glasfenster in St. Josef gestaltet hatte.
Der ebenfalls in St. Josef tätig gewesene Trierer Maler Werner Persy gestaltete den Kreuzweg mit Gemälden in der Technik „Öl auf Holz“.
Der Kölner Goldschmied und Bildhauer Klaus Balke gestaltete das Altarkreuz, als Lebensbaum.
Altar, Tauf- und Marienkapelle wurden als Inseln gestaltet, die die Weite des Kirchenraumes unterbrechen. Das Taufbecken erinnert als Symbol für den Urbeginn der christlichen Entfaltung durch das Wasser der Taufe an eine geöffnete Frucht. In der frei im Raum stehenden, als intimer heiliger Bezirk gestalteten Marienkapelle wurde eine in Südtirol nach gotischem Vorbild angefertigte Muttergottesstatue aufgestellt.